# بيلي شيبرد
بيلي شيبرد (بالإنجليزية: Billy Shepherd)‏ (18 نوفمبر 1949 ببيدفورد في الولايات المتحدة - ) هو لاعب كرة سلة أمريكي في مركز الهجوم خلفي. لعب مع ممفيس ساوندز.

## وصلات خارجية
- بيلي شيبرد على موقع سبورتس رفرنس (الإنجليزية)
- بيلي شيبرد على موقع كلية كرة السلة في سبورتس رفرنس.كوم (الإنجليزية)
- بيلي شيبرد على موقع ريلجم (الإنجليزية)
- بيلي شيبرد على موقع بروبوليرز (الإنجليزية)